# Ernst Ludwig (Schauspieler)

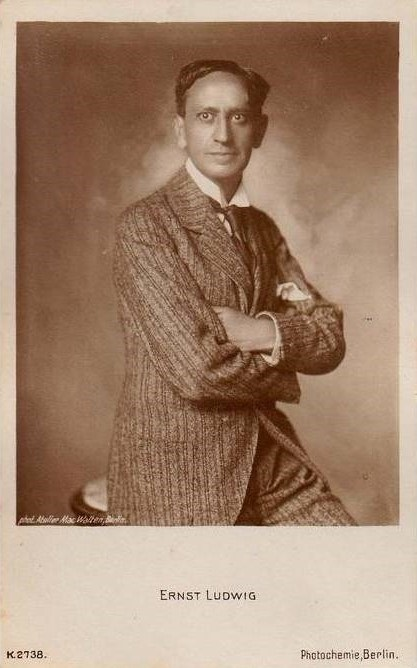
Ernst Ludwig auf der Porträt-Postkarte K. 2738 des Verlags Photochemie, fotografiert von Mac Walten, Berlin

Ernst Ludwig (eigentlich Lukas Neumann; * 4. März 1873 in Wien; † 12. Mai 1932 ebenda) war ein österreichischer Schauspieler und Regisseur beim deutschen Stummfilm.

## Leben und Wirken
Der Sohn des Börsenmaklers Ignaz Neumann und dessen Frau Netti, geb. Neumann, begann seine Schauspielkarriere an diversen Provinztheatern, ehe er am Vorabend des Ersten Weltkriegs nach Berlin gelangte. Hier trat er 1914 für Richard Oswalds Regiedebüt Ivan Koschula erstmals vor Stummfilmkameras und wurde bald eine feste Größe im aufstrebenden deutschen Filmbetrieb. Oft verkörperte er zwielichtige, mysteriöse oder tragische Gestalten in Science-Fiction-, Fantasy-, Kriminal- und Gruselgeschichten. Auch in filmhistorisch bedeutenden Produktionen wie Otto Ripperts monumentalem Sechsteiler Homunculus und Richard Oswalds Aufklärungszyklus Es werde Licht! wurde Ludwig mit kleinen bis mittelgroßen Rollen betraut. In der ersten Hälfte der 1920er-Jahre kehrte er in seine Geburtsstadt Wien zurück.
Ernst Ludwigs Versuchen, auch als Regisseur Fuß zu fassen, war wenig Erfolg beschieden. Sein letztlich abgebrochenes Projekt einer Verfilmung des „Salome“-Stoffs wurde 1924 von der Filmwelt einer vernichtenden Kritik unterzogen. In seinen letzten Lebensjahren verarmte Ludwig zusehends. Er starb 1932 an einer plötzlichen Herzlähmung und wurde auf dem Wiener Zentralfriedhof im Grab seiner Eltern beigesetzt.
Von 1903 bis zur Scheidung 1909 war Ernst Ludwig mit der Sängerin Josefine Färber verheiratet. In zweiter Ehe heiratete er im November 1909 in Bad Neuenahr Wilhelmina Maria Elisabeth Teschemacher, die Tochter des Sanitätsrats Dr. med. Philipp Adolf Teschemacher.

## Filmografie
- 1914: Ivan Koschula
- 1915: Die verschleierte Dame
- 1915: Das Rätsel von Sensenheim
- 1915: Dämon und Mensch
- 1915: Mädels im Arrest
- 1916: Das rätselhafte Inserat
- 1916: Die Dawadasi
- 1916: In schwebender Pein
- 1916: Der grüne Mann von Amsterdam
- 1916: Nirwana
- 1916: Das Gerücht
- 1916: Schloss und Hütte
- 1916: Die silberne Kugel
- 1916: Und die Gerechtigkeit fand den Weg
- 1916: Freitag, der 13. Das unheimliche Haus, 2. Teil
- 1916: Das Licht im Dunkeln
- 1916: Adamants letztes Rennen
- 1916: Homunculus, 1. Teil
- 1916: Zirkusblut
- 1916: Der Weg zum Reichtum
- 1916: Hoffmanns Erzählungen
- 1916: Der Schmuck der Herzogin
- 1916: Die nicht sterben sollen
- 1917: Der Erdstrommotor
- 1917: Flüssiges Eisen
- 1917: Der Schloßherr von Hohenstein
- 1917: Königliche Bettler
- 1917: Das Bildnis des Dorian Gray
- 1917: Des Goldes Fluch
- 1917: Es werde Licht!, 1. Teil
- 1917: Der Fall Routt…!
- 1917: Im Reiche der Flammen
- 1917: Die Kassette
- 1917: Die Perlen des Maharadschah (auch Regie)
- 1917: Tuberosen
- 1917: Der weiße Schwan von Kevenhill
- 1918: Das große Welträtsel
- 1918: Schatten der Nacht
- 1918: Die schlafende Maschine
- 1918: Der Todeskuß der Liebe
- 1918: Der Schlangenring
- 1918: Das Mysterium des Kleinods
- 1919: Die rote Herzogin
- 1919: Die törichte Jungfrau
- 1919: Tot oder scheintot
- 1920: Das unheimliche Schloß
- 1920: Mann, Weib und Energie
- 1920: Das Sahnenbaiser
- 1920: Die Lackstiefel
- 1920: Die Insel der Gezeichneten
- 1920: Getäuscht
- 1921: Hans im Glück
- 1922: Das Gespenst auf Mortons Schloß
- 1923: Die Bestien des alten Rom